# Iriao
Az Ethno-Jazz Band Iriao (grúz betűkkel: ირიაო) egy grúz zenekar. 
A hét férfi képviselte Grúziát a 2018-as Eurovíziós Dalfesztiválon, For You című dallal, Lisszabonban. A második elődöntőben az utolsó helyet érték el, 24 ponttal.

## Tagok
- Davit Malazonia (დავით მალაზონია)
- Davit Kavtaradze (დავით ქავთარაძე)
- BuBa Murgulia (ბუბა მურღულია)
- Levan Absilava (ლევან აბშილავა)
- Sako Gelekva (შაკო ღელეყვა)
- Gaga Abasidze (გაგა აბაშიძე)
- Miso Dzsavahisvili (მიშო ჯავახიშვილი)